# Нојнкирхен (Зигерланд)
Нојнкирхен (њем. Neunkirchen) општина је у њемачкој савезној држави Северна Рајна-Вестфалија. Једно је од 11 општинских средишта округа Зиген-Витгенштајн. Према процјени из 2010. у општини је живјело 13.945 становника. Посједује регионалну шифру (AGS) 5970036.

## Географски и демографски подаци
Нојнкирхен се налази у савезној држави Северна Рајна-Вестфалија у округу Зиген-Витгенштајн. Општина се налази на надморској висини од 242–510 метара. Површина општине износи 39,6 km². У самом мјесту је, према процјени из 2010. године, живјело 13.945 становника. Просјечна густина становништва износи 352 становника/km².

## Међународна сарадња
| Мјесто    | Држава               | Врста сарадње | Од    |
| --------- | -------------------- | ------------- | ----- |
| Гејнсборо | Уједињено Краљевство | партнерство   | 2000. |
| Извор     |                      |               |       |